# Yenikend (Khojavend)
Yenikend est un village d'Azerbaïdjan situé dans le raion de Khojavend. Elle compte 372 habitants en 2005.